# بيتر أوبراين (لاعب دوري الرغبي)
بيتر أوبراين (بالإنجليزية: Peter O'Brien)‏ هو لاعب دوري الرغبي أسترالي، ولد في 25 مارس 1928، وتوفي في 13 نوفمبر 2016.